# Gherardo Patecchio
Gherardo Patecchio (Cremona, prima metà XIII secolo – seconda metà XIII secolo) è stato un poeta italiano.

## Biografia
Nato nella prima metà del XIII secolo, fu uno tra i più notevoli rappresentanti della letteratura didattica e morale del Duecento.
Figlio di Pietro Patecchio e noto anche con i nomi di Gerardus Pateclus e Girad Pateg, sappiamo che svolse l'attività di notaio a Cremona durante la prima metà del Duecento (viene considerato come uno dei rappresentanti del Comune di Cremona in occasione, il 9 luglio 1228, della stipulazione di un trattato di alleanza con Parma a danno di Piacenza) e che scrisse in volgare un poema a carattere didattico di contenuto biblico intitolato lo "Splanamento de li Proverbi de Salomone" (dal codice Saibante-Hamilton 390, Staatsbibl. di Berlino) e un componimento in versi di dieci decasillabi indirizzato a Ugo de Pers con il titolo le "Noie".
Si tratta, come scrive Salimbene  di un "Liber tediorum", una "Frotula noiae moralis" che imita gli "Enuegs" del Monaco di Montaudon dove descrive, in versi alessandrini, i fatti fastidiosi della vita  senza però seguire il modello moralistico tipico di questo periodo ma esaltando il piacere dei modi cortesi con uno stile vivace e ricco di realismo.

### LoSplanamento de li proverbi de Salomone
Si tratta di un poemetto di argomento biblico, costituito da 606 versi alessandrini rimati a coppie. Raccoglie insieme una serie di insegnamenti morali divisi per argomento, in cui i proverbi biblici attribuiti al re Salomone sono mescolati con altri testi simili di argomento popolare.
L'opera risulta divisa in nove parti:
- la prima contiene l'Invocazione e il Prologo;
- la seconda parla de la lengua;
- la terza tratta de soperbia ed ira e d'umiltade;
- la quarta si occupa de mateça e de mati;
- la quinta de le femene;
- la sesta d'amigo e d'amistate;
- la settima de riqeça e de povertate;
- nell'ottava d'ogni cosa comunalmente;
- infine si ha l'Epilogo.

Lo schema metrico dell'opera sembra originale e avrebbe costituito un punto di riferimento per Pietro da Barsegapè e Bonvesin de la Riva.
Lo Splanamento è un testo cristiano pur se di «aspetto didattico-moraleggiante, non senza venature umoristiche»  ed è scritto in una lingua romanza che fa riferimento ad una koiné scritta cisalpina.

### LeNoie
Chiamata da Salimbene Liber taediorum o de taediis, l'opera raccoglie e presenta in versi i fastidi della vita, ispirandosi al genere provenzale dell'enueg; non ci si sofferma eccessivamente su indicazioni moralistiche, ma al contrario viene proposta vivacemente la passione tipica dell'autore per i costumi cortesi.
La raccolta di versi, dedicata a Ugo di Perso, è stata ritrovata lacunosa in un manoscritto dello zibaldone quattrocentesco di Bartolomeo Sachella; l'intero componimento è caratterizzato dalla presenza di risposte per le rime ed è collegato, per genere, allo Splanamento.